# Turn- und Spielvereinigung Koblenz 1911 2006-2007
Questa voce raccoglie le informazioni riguardanti il Turn- und Spielvereinigung Koblenz 1911 nelle competizioni ufficiali della stagione 2006-2007.

## Stagione
Nella stagione 2006-2007 il Coblenza, allenato da Uwe Rapolder, concluse il campionato di 2. Bundesliga al 12º posto. In Coppa di Germania il Coblenza fu eliminato al primo turno dal Bayer Leverkusen.

## Rosa
| N. |                        | Ruolo | Calciatore         |
| -- | ---------------------- | ----- | ------------------ |
| 1  | Germania (bandiera)    | P     | Peter Auer         |
| 2  | Paesi Bassi (bandiera) | D     | Brenny Evers       |
| 3  | Germania (bandiera)    | D     | Frank Wiblishauser |
| 4  | Germania (bandiera)    | C     | Rüdiger Ziehl      |
| 5  | Ghana (bandiera)       | D     | Anthony Tiéku      |
| 6  | Germania (bandiera)    | C     | Christian Holzer   |
| 7  | Germania (bandiera)    | A     | Silvio Adzic       |
| 8  | Germania (bandiera)    | D     | Martin Forkel      |
| 9  | Austria (bandiera)     | A     | Stefan Maierhofer  |
| 10 | Germania (bandiera)    | C     | Anel Džaka         |
| 11 | Senegal (bandiera)     | A     | Salif Keïta        |
| 13 | Germania (bandiera)    | A     | Johannes Rahn      |
| 14 | Germania (bandiera)    | C     | Christof Babatz    |
| 15 | Germania (bandiera)    | A     | Bakary Diakité     |
| 16 | Stati Uniti (bandiera) | D     | Josh Grenier       |

| N. |                         | Ruolo | Calciatore         |
| -- | ----------------------- | ----- | ------------------ |
| 17 | Germania (bandiera)     | C     | Phillipp Langen    |
| 18 | Germania (bandiera)     | D     | Andreas Richter    |
| 19 | Germania (bandiera)     | A     | Filip Lovric       |
| 21 | Slovenia (bandiera)     | C     | Goran Šukalo       |
| 22 | Germania (bandiera)     | C     | Emil Noll          |
| 23 | Germania (bandiera)     | P     | Dennis Eilhoff     |
| 24 | Slovenia (bandiera)     | D     | Matej Mavrič       |
| 25 | Burkina Faso (bandiera) | D     | Alassane Ouédraogo |
| 26 | Grecia (bandiera)       | C     | Evangelos Nessos   |
| 27 | Turchia (bandiera)      | A     | Kenan Şahin        |
| 28 | Serbia (bandiera)       | P     | Đorđe Pantić       |
| 33 | Germania (bandiera)     | P     | Michael Gurski     |
|    | Germania (bandiera)     | C     | Domenico Cozza     |
|    | Germania (bandiera)     | D     | Ralf Klingmann     |

## Organigramma societario
Area tecnica
- Allenatore: Uwe Rapolder
- Allenatore in seconda: Uwe Koschinat
- Preparatore dei portieri: Peter Auer
- Preparatori atletici:

## Calciomercato

### Sessione estiva
| Acquisti | Acquisti           | Acquisti             | Acquisti |
| R.       | Nome               | da                   | Modalità |
| -------- | ------------------ | -------------------- | -------- |
| A        | Silvio Adzic       | Unterhaching         |          |
| C        | Domenico Cozza     | Preußen Münster      |          |
| P        | Dennis Eilhoff     | Arminia Bielefeld    |          |
| D        | Martin Forkel      | Wacker Burghausen    |          |
| D        | Nikola Malbasa     | AEK Atene            |          |
| A        | Joseph Olumide     | Waldhof Mannheim II  |          |
| A        | Kenan Şahin        | Energie Cottbus      |          |
| C        | Goran Šukalo       | Alemannia Aquisgrana |          |
| D        | Frank Wiblishauser | San Gallo            |          |

| Cessioni | Cessioni          | Cessioni             | Cessioni |
| R.       | Nome              | da                   | Modalità |
| -------- | ----------------- | -------------------- | -------- |
| C        | Stefan Haben      | Alabama Crimson Tide |          |
| A        | Josef Ivanović    | Sachsen Lipsia       |          |
| D        | Dubravko Kolinger | Elversberg           |          |
| C        | Michael Stahl     | TSG Wörsdorf         |          |

### Sessione invernale
| Acquisti | Acquisti          | Acquisti             | Acquisti |
| R.       | Nome              | da                   | Modalità |
| -------- | ----------------- | -------------------- | -------- |
| A        | Stefan Maierhofer | Bayern Monaco        |          |
| A        | Bakary Diakité    | Magonza              |          |
| C        | Christof Babatz   | Magonza              |          |
| C        | Christian Holzer  | Unterhaching         |          |
| D        | Matej Mavrič      | Molde                |          |
| P        | Đorđe Pantić      | Partizan             |          |
| C        | Emil Noll         | Alemannia Aquisgrana |          |

| Cessioni | Cessioni            | Cessioni         | Cessioni |
| R.       | Nome                | da               | Modalità |
| -------- | ------------------- | ---------------- | -------- |
| A        | Dimitrijus Guščinas | Holstein Kiel    |          |
| D        | Nikola Malbasa      | Shandong Taishan |          |
| A        | Joseph Olumide      | Thannhausen      |          |
| C        | Ferydoon Zandi      | Apollōn Limassol |          |

## Risultati

### 2. Bundesliga

#### Girone di andata
| Arbitro: | Kempter |

|                        |           |                 |
| Mokhtari 36’ Blank 66’ | Marcatori | 65’ (aut.) Koch |

| Arbitro: | Schriever |

|            |           |  |
| Forkel 89’ | Marcatori |  |

| Arbitro: | Lupp |

|  |           |                    |
|  | Marcatori | 48’ Şahin 90’ Rahn |

| Arbitro: | Kuhl |

|            |           |                        |
| Nessos 38’ | Marcatori | 46’ Bogavac 85’ Jeknić |

| Arbitro: | Fleischer |

|                                          |           |                                |
| Şahin 48’ (aut.) Bohl 56’, 61’ Daham 64’ | Marcatori | 38’ Šukalo 45’ Ziehl 84’ Džaka |

| Arbitro: | Walz |

|           |           |            |
| Džaka 27’ | Marcatori | 66’ Türker |

| Arbitro: | Winkmann |

|              |           |                            |
| Djurisic 42’ | Marcatori | 61’ Tiéku 69’ (rig.) Džaka |

| Arbitro: | Rafati |

|            |           |             |
| Šukalo 66’ | Marcatori | 35’ Lawarée |

| Arbitro: | Fischer |

|                           |           |  |
| Zimmermann 69’ Sykora 79’ | Marcatori |  |

| Arbitro: | Kempter |

|                                |           |            |
| Šukalo 57’ Ziehl 69’ Džaka 86’ | Marcatori | 83’ Scherz |

| Arbitro: | Grudzinski |

|  |           |           |
|  | Marcatori | 82’ Şahin |

| Arbitro: | Gräfe |

|           |           |              |
| Şahin 47’ | Marcatori | 21’ Eggimann |

| Coblenza 19 novembre 2006, ore 14:00 CET 13ª giornata | Coblenza       | 0 – 0 referto | Unterhaching | Stadion Oberwerth (9 076 spett.)\| Arbitro: \| Schempershauwe \| |
| Arbitro:                                              | Schempershauwe |               |              |                                                                  |

| Arbitro: | Kircher |

|                            |           |            |
| Hoffmann 39’ Berhalter 48’ | Marcatori | 90’ Nessos |

| Arbitro: | Lupp |

|  |           |                                |
|  | Marcatori | 55’ Kern 76’ Rahn 90’ Beinlich |

| Arbitro: | Seemann |

|                                                        |           |           |
| Emmerich 23’ (rig.) Lenze 49’ Klinka 65’ Juskowiak 86’ | Marcatori | 13’ Ziehl |

| Arbitro: | Winkmann |

|  |           |           |
|  | Marcatori | 14’ Antar |

#### Girone di ritorno
| Arbitro: | Brych |

|           |           |            |
| Džaka 64’ | Marcatori | 26’ Lavrič |

| Arbitro: | Schößling |

|                          |           |  |
| Kleine 55’ Kučuković 62’ | Marcatori |  |

| Arbitro: | Schalk |

|                |           |  |
| Maierhofer 86’ | Marcatori |  |

| Burghausen 11 febbraio 2007, ore 14:00 CET 21ª giornata | Wacker Burghausen | 0 – 0 referto | Coblenza | Wacker-Arena (4 340 spett.)\| Arbitro: \| Sahler \| |
| Arbitro:                                                | Sahler            |               |          |                                                     |

| Coblenza 16 febbraio 2007, ore 18:00 CET 22ª giornata | Coblenza | 0 – 0 referto | Kaiserslautern | Stadion Oberwerth (15 000 spett.)\| Arbitro: \| Aytekin \| |
| Arbitro:                                              | Aytekin  |               |                |                                                            |

| Arbitro: | Schempershauwe |

|                           |           |                            |
| Toppmöller 14’ Türker 32’ | Marcatori | 6’, 35’, 45’ (rig.) Šukalo |

| Arbitro: | Gagelmann |

|                                     |           |              |
| Džaka 58’ Maierhofer 60’ Šukalo 75’ | Marcatori | 53’ Schüßler |

| Arbitro: | Stachowiak |

|                             |           |  |
| Hdiouad 54’ (rig.) Haas 79’ | Marcatori |  |

| Coblenza 16 marzo 2007, ore 18:00 CET 26ª giornata | Coblenza   | 0 – 0 referto | Carl Zeiss Jena | Stadion Oberwerth (9 348 spett.)\| Arbitro: \| Grudzinski \| |
| Arbitro:                                           | Grudzinski |               |                 |                                                              |

| Arbitro: | Weiner |

|                                      |           |                |
| Cabanas 65’ Helmes 71’ Novakovič 88’ | Marcatori | 10’ Maierhofer |

| Arbitro: | Walz |

|  |           |              |
|  | Marcatori | 54’ Boskovic |

| Arbitro: | Welz |

|                                       |           |            |
| Kapllani 5’ Porcello 68’ Federico 90’ | Marcatori | 15’ Langen |

| Arbitro: | Kempter |

|                |           |  |
| Lechleiter 58’ | Marcatori |  |

| Arbitro: | Stachowiak |

|                     |           |            |
| Ziehl 33’ Džaka 66’ | Marcatori | 29’ Göktan |

| Arbitro: | Fleischer |

|  |           |                              |
|  | Marcatori | 4’ Mavrič 70’ Rahn 74’ Džaka |

| Arbitro: | Schalk |

|                      |           |                     |
| Džaka 15’ Babatz 44’ | Marcatori | 86’ (rig.) Emmerich |

| Arbitro: | Meyer |

|                                     |           |  |
| Wiblishauser 33’ (aut.) Matmour 57’ | Marcatori |  |

### Coppa di Germania
| Arbitro: | Kircher |

|                       |                      |                         |
| Nessos 53’ Şahin 104’ | Marcatori            | 57’ Juan 111’ Schneider |
|                       | Tiri di rigore 1 – 3 |                         |

## Statistiche

### Statistiche di squadra
| Competizione      | Punti | In casa | In casa | In casa | In casa | In casa | In casa | In trasferta | In trasferta | In trasferta | In trasferta | In trasferta | In trasferta | Totale | Totale | Totale | Totale | Totale | Totale | DR |
| Competizione      | Punti | G       | V       | N       | P       | Gf      | Gs      | G            | V            | N            | P            | Gf           | Gs           | G      | V      | N      | P      | Gf     | Gs     | DR |
| ----------------- | ----- | ------- | ------- | ------- | ------- | ------- | ------- | ------------ | ------------ | ------------ | ------------ | ------------ | ------------ | ------ | ------ | ------ | ------ | ------ | ------ | -- |
| 2. Bundesliga     | 41    | 17      | 6       | 7       | 4       | 17      | 15      | 17           | 5            | 1            | 11           | 19           | 30           | 34     | 11     | 8      | 15     | 36     | 45     | -9 |
| Coppa di Germania | -     | 1       | 0       | 1       | 0       | 2       | 2       | 0            | 0            | 0            | 0            | 0            | 0            | 1      | 0      | 1      | 0      | 2      | 2      | 0  |
| Totale            | 41    | 18      | 6       | 8       | 4       | 19      | 17      | 17           | 5            | 1            | 11           | 19           | 30           | 35     | 11     | 9      | 15     | 38     | 47     | -9 |

### Andamento in campionato
| Giornata  | 1  | 2 | 3 | 4 | 5 | 6  | 7 | 8 | 9  | 10 | 11 | 12 | 13 | 14 | 15 | 16 | 17 | 18 | 19 | 20 | 21 | 22 | 23 | 24 | 25 | 26 | 27 | 28 | 29 | 30 | 31 | 32 | 33 | 34 |
| --------- | -- | - | - | - | - | -- | - | - | -- | -- | -- | -- | -- | -- | -- | -- | -- | -- | -- | -- | -- | -- | -- | -- | -- | -- | -- | -- | -- | -- | -- | -- | -- | -- |
| Luogo     | T  | C | T | C | T | C  | T | C | T  | C  | T  | C  | C  | T  | C  | T  | C  | C  | T  | C  | T  | C  | T  | C  | T  | C  | T  | C  | T  | T  | C  | T  | C  | T  |
| Risultato | P  | V | V | P | P | N  | V | N | P  | V  | V  | N  | N  | P  | P  | P  | P  | N  | P  | V  | N  | N  | V  | V  | P  | N  | P  | P  | P  | P  | V  | V  | V  | P  |
| Posizione | 14 | 8 | 6 | 8 | 9 | 10 | 8 | 8 | 11 | 9  | 5  | 5  | 7  | 9  | 9  | 11 | 12 | 13 | 13 | 13 | 13 | 13 | 11 | 11 | 11 | 12 | 12 | 12 | 13 | 13 | 12 | 12 | 12 | 12 |

Legenda:

Luogo: C = Casa; T = Trasferta. Risultato: V = Vittoria; N = Pareggio; P = Sconfitta.

### Statistiche dei giocatori
| Giocatore       | 2. Bundesliga | 2. Bundesliga | 2. Bundesliga | 2. Bundesliga | Coppa di Germania | Coppa di Germania | Coppa di Germania | Coppa di Germania | Totale   | Totale | Totale      | Totale     |
| Giocatore       | Presenze      | Reti          | Ammonizioni   | Espulsioni    | Presenze          | Reti              | Ammonizioni       | Espulsioni        | Presenze | Reti   | Ammonizioni | Espulsioni |
| --------------- | ------------- | ------------- | ------------- | ------------- | ----------------- | ----------------- | ----------------- | ----------------- | -------- | ------ | ----------- | ---------- |
| S. Adzic        | 4             | 0             | 0             | 0             | 0                 | 0                 | 0                 | 0                 | 4        | 0      | 0           | 0          |
| P. Auer         | 0             | 0             | 0             | 0             | 0                 | 0                 | 0                 | 0                 | 0        | 0      | 0           | 0          |
| C. Babatz       | 6             | 1             | 0             | 0             | 0                 | 0                 | 0                 | 0                 | 6        | 1      | 0           | 0          |
| D. Cozza        | 0             | 0             | 0             | 0             | 0                 | 0                 | 0                 | 0                 | 0        | 0      | 0           | 0          |
| B. Diakité      | 14            | 0             | 4             | 0             | 0                 | 0                 | 0                 | 0                 | 14       | 0      | 4           | 0          |
| A. Džaka        | 33            | 9             | 8             | 0             | 1                 | 0                 | 0                 | 0                 | 34       | 9      | 8           | 0          |
| D. Eilhoff      | 17            | 0             | 2             | 0             | 0                 | 0                 | 0                 | 0                 | 17       | 0      | 2           | 0          |
| B. Evers        | 28            | 0             | 2             | 0             | 1                 | 0                 | 0                 | 0                 | 29       | 0      | 2           | 0          |
| M. Forkel       | 17            | 1             | 2             | 0             | 0                 | 0                 | 0                 | 0                 | 17       | 1      | 2           | 0          |
| J. Grenier      | 29            | 0             | 8             | 0             | 1                 | 0                 | 0                 | 0                 | 30       | 0      | 8           | 0          |
| M. Gurski       | 17            | 0             | 2             | 0             | 1                 | 0                 | 0                 | 0                 | 18       | 0      | 2           | 0          |
| D. Guščinas     | 5             | 0             | 0             | 0             | 0                 | 0                 | 0                 | 0                 | 5        | 0      | 0           | 0          |
| C. Holzer       | 3             | 0             | 0             | 0             | 0                 | 0                 | 0                 | 0                 | 3        | 0      | 0           | 0          |
| S. Keïta        | 18            | 0             | 4             | 0             | 1                 | 0                 | 0                 | 0                 | 19       | 0      | 4           | 0          |
| R. Klingmann    | 1             | 0             | 0             | 0             | 0                 | 0                 | 0                 | 0                 | 1        | 0      | 0           | 0          |
| P. Langen       | 29            | 1             | 1             | 0             | 1                 | 0                 | 0                 | 0                 | 30       | 1      | 1           | 0          |
| F. Lovric       | 0             | 0             | 0             | 0             | 0                 | 0                 | 0                 | 0                 | 0        | 0      | 0           | 0          |
| S. Maierhofer   | 14            | 3             | 6             | 0             | 0                 | 0                 | 0                 | 0                 | 14       | 3      | 6           | 0          |
| M. Mavrič       | 11            | 1             | 2             | 0             | 0                 | 0                 | 0                 | 0                 | 11       | 1      | 2           | 0          |
| E. Nessos       | 26            | 2             | 8             | 1             | 1                 | 1                 | 0                 | 0                 | 27       | 3      | 8           | 1          |
| E. Noll         | 11            | 0             | 2             | 1             | 0                 | 0                 | 0                 | 0                 | 11       | 0      | 2           | 1          |
| J. Olumide      | 2             | 0             | 0             | 0             | 0                 | 0                 | 0                 | 0                 | 2        | 0      | 0           | 0          |
| A. Ouédraogo    | 1             | 0             | 1             | 0             | 0                 | 0                 | 0                 | 0                 | 1        | 0      | 1           | 0          |
| Đ. Pantić       | 0             | 0             | 0             | 0             | 0                 | 0                 | 0                 | 0                 | 0        | 0      | 0           | 0          |
| J. Rahn         | 20            | 2             | 1             | 0             | 0                 | 0                 | 0                 | 0                 | 20       | 2      | 1           | 0          |
| A. Richter      | 18            | 0             | 3             | 1             | 0                 | 0                 | 0                 | 0                 | 18       | 0      | 3           | 1          |
| A. Tiéku        | 26            | 1             | 6             | 2             | 1                 | 0                 | 1                 | 0                 | 27       | 1      | 7           | 2          |
| F. Wiblishauser | 15            | 0             | 0             | 0             | 1                 | 0                 | 1                 | 0                 | 16       | 0      | 1           | 0          |
| F. Zandi        | 8             | 0             | 1             | 0             | 0                 | 0                 | 0                 | 0                 | 8        | 0      | 1           | 0          |
| R. Ziehl        | 32            | 4             | 5             | 0             | 1                 | 0                 | 0                 | 0                 | 33       | 4      | 5           | 0          |
| K. Şahin        | 29            | 3             | 7             | 0             | 1                 | 1                 | 0                 | 0                 | 30       | 4      | 7           | 0          |
| G. Šukalo       | 32            | 7             | 9             | 0             | 1                 | 0                 | 0                 | 0                 | 33       | 7      | 9           | 0          |